# Lars Saabye Christensen
Lars Saabye Christensen (Oslo, 21 settembre 1953) è uno scrittore e poeta norvegese.

## Biografia
Norvegese di origini danesi, Christensen debuttò nel panorama letterario nel 1976, pubblicando la raccolta di poesie Historien om Gly; l'opera gli valse il Tarjei Vesaas' debutantpris, un premio destinato agli scrittori esordienti.
Negli anni successivi Christensen si affermò come romanziere e pubblicò diversi libri, tutti pubblicati in patria dalla casa editrice Cappelen Damm, e tradotti in svariate lingue. 
Con Beatles (1984) vinse il Cappelen Prize. 
Il fratellastro, uno dei suoi romanzi più noti, gli valse il Premio Brage, il Nordisk råds litteraturpris e la candidatura all'International IMPAC Dublin Literary Award.
Nel 1991 vinse il Premio Amanda come miglior soggetto per il film Herman, tratto dal suo omonimo romanzo.
Nel 2006 è stato nominato commendatore dell'Ordine reale norvegese di Sant'Olav. Nel 2008 è stato insignito del titolo di Cavaliere dell'Ordine delle Arti e delle Lettere dal governo francese. Nel 2018 gli è stato assegnato un premio onorario agli Amanda Awards per il suo contributo alla cultura norvegese. È membro della Norwegian Academy for Language and Literature.

## Opere
- Historien om Gly, Cappelen, 1976 (ISBN 978-8202035884)
- Amatøren, Cappelen, 1977 (ISBN 9788202130039)
- Kamelen i mitt hjerte, Cappelen, 1978 (ISBN 978-8202039530)
- Jaktmarker, Cappelen, 1979 (ISBN 8202043352)
- Billettene, Cappelen, 1980 (ISBN 9788202124786)
- Jokeren, Cappelen, 1981 (ISBN 9788202412326)
- Paraply, Cappelen, 1982 (ISBN 9788202094768)
- Beatles, Cappelen, 1984 (ISBN 9788202144593)
- Blodets bånd, Cappelen, 1985 (ISBN 9788202092924)
- Åsteder, Cappelen, 1986 (ISBN 8202110556)
- Columbus' ankomst, Cappelen, 1986 (ISBN 978-8202110543)
- Sneglene, Cappelen, 1987 (ISBN 9788202127947)
- Herman, Cappelen, 1988 (ISBN 9788202128647)
- Stempler, Cappelen, 1989 (ISBN 9788202120603)
- Vesterålen: Lyset, livet, landskapet, Cappelen, 1989 (ISBN 978-8250417137)
- Bly, Cappelen, 1990 (ISBN 9788202134877)
- Gutten som ville være en av gutta, Cappelen, 1992 (ISBN 9788202280369)
- Ingens, Cappelen, 1992 (ISBN 9788202130350)
- Den akustiske skyggen, Cappelen, 1993 (ISBN 9788202144937)
- Mekka, Cappelen, 1994 (ISBN 9788202152055)
- Jubel, Cappelen, 1995 (ISBN 9788202167165)
- Den andre siden av blått. Et bildedikt fra Lofoten og Vesterålen, Cappelen, 1996 (ISBN 9788202159368)
- Den misunnelige frisøren, Cappelen, 1997 (ISBN 9788202183479)
- Falleferdig himmel, Cappelen, 1998 (ISBN 9788202183813)
- Noen som elsker hverandre, Cappelen, 1999 (ISBN 9788202317430)
- Pasninger, Cappelen, 1999 (ISBN 9788202183868)
- Kongen som ville ha mer enn en krone, Cappelen, 1999 (ISBN 9788202187811)
- Under en sort paraply, Cappelen, 1999 (ISBN 9788202184001)
- Mann for sin katt, Cappelen, 2000 (ISBN 9788202203702)
- Pinnsvinsol, Cappelen, 2000 (ISBN 9788202201524)
- Halvbroren, Cappelen, 2001 (ISBN 9788202202088)
- Maskeblomstfamilien, Cappelen, 2003 (ISBN 9788202235116)
- Sanger og steiner, Cappelen, 2003 (ISBN 9788202228507)
- SATS, Cappelen, 2003 (ISBN 978-82-8071-004-8)
- Oscar Wildes heis, Cappelen, 2004 (ISBN 8202240697)
- Modellen, Cappelen, 2005 (ISBN 9788202248772)
- Norske omveier - i blues og bilder, Cappelen, 2005 (ISBN 9788245807387)
- Saabyes cirkus, Cappelen, 2006 (ISBN 9788202264468)
- Ordiord, Cappelen, 2007 (ISBN 9788202270421)
- Bisettelsen, Cappelen, 2008 (ISBN 9788202284664)
- Visning, Cappelen, 2009 (ISBN 9788202297176)
- Men buicken står der fremdeles, Cappelen, 2009 (ISBN 9788203195730)
- Bernhard Hvals forsnakkelser, Cappelen, 2010 (ISBN 9788202330491)
- Sluk, Cappelen, 2012 (ISBN 9788202392499)
- Stedsans, Cappelen, 2013 (ISBN 9788202416560)
- Magnet, Cappelen, 2015 (ISBN 9788202492748)
- Byens spor, Cappelen, 2017 (ISBN 9788202562113)

### Traduzioni in italiano
- Herman, Piemme / Il Battello a Vapore, 1993 (ISBN 9788838437083)
- Il fratellastro, Guanda, 2005 (ISBN 9788882465292)
- La modella, Guanda, 2008 (ISBN 9788860888525)
- Beatles, Atmosphere libri, 2015 (ISBN 9788865641330)